# Stigmacros epinotalis
Stigmacros epinotalis är en myrart som beskrevs av Mcareavey 1957. Stigmacros epinotalis ingår i släktet Stigmacros och familjen myror. Inga underarter finns listade i Catalogue of Life.